# Oliver! (comédie musicale)
Cet article concerne la comédie musicale. Pour le film, voir Oliver !.
Pour les articles homonymes, voir Oliver Twist (homonymie) et Oliver!.
Oliver! est une comédie musicale créée par Lionel Bart d'après le roman Oliver Twist de Charles Dickens. Elle est représentée pour la première fois à Londres en 1960 puis à Broadway à partir de 1963.
En 1968 Carol Reed adapte Oliver ! au cinéma dans un film musical.

## Synopsis

### Acte I
La comédie musicale s'ouvre dans l'atelier, alors que les garçons orphelins à moitié affamés entrent dans l'énorme salle à manger pour le dîner. Ils ne sont nourris que de gruau, mais trouvent un peu de réconfort en imaginant un menu plus riche (Food Glorious Food). Oliver a le courage de demander du rab. Il est immédiatement appréhendé et reçoit l'ordre de rassembler ses affaires par M. Bumble et la veuve Corney, les gardiens sans cœur et avides de l'atelier (Oliver!). M. Bumble et la veuve Corney sont laissés seuls, et M. Bumble commence à faire des avances amoureuses. Mme Corney fait semblant de ressentir ses attentions, mais se retrouve sur les genoux de M. Bumble, comme il lui propose finalement (I Shall Scream!). M. Bumble prend alors Oliver et le vend comme apprenti à un entrepreneur de pompes funèbres, Mr Sowerberry (Boy for Sale). Lui et sa femme se moquent d'Oliver et de M. Bumble (That's Your Funeral), provoquant la colère de M. Bumble et d'Oliver qui est envoyé au sous-sol avec les cercueils pour dormir (Where Is Love?).
Le lendemain matin, Noah Claypole, un autre employé de Sowerberry, insulte la mère décédée d'Oliver, après quoi Oliver commence à le frapper. Mme Sowerberry et sa fille, Charlotte, également la petite amie de Noah, accourent et M. Bumble est envoyé pour le rechercher. Lui et les Sowerberrys enferment Oliver dans un cercueil, mais pendant toute l'agitation, Oliver s'échappe. 

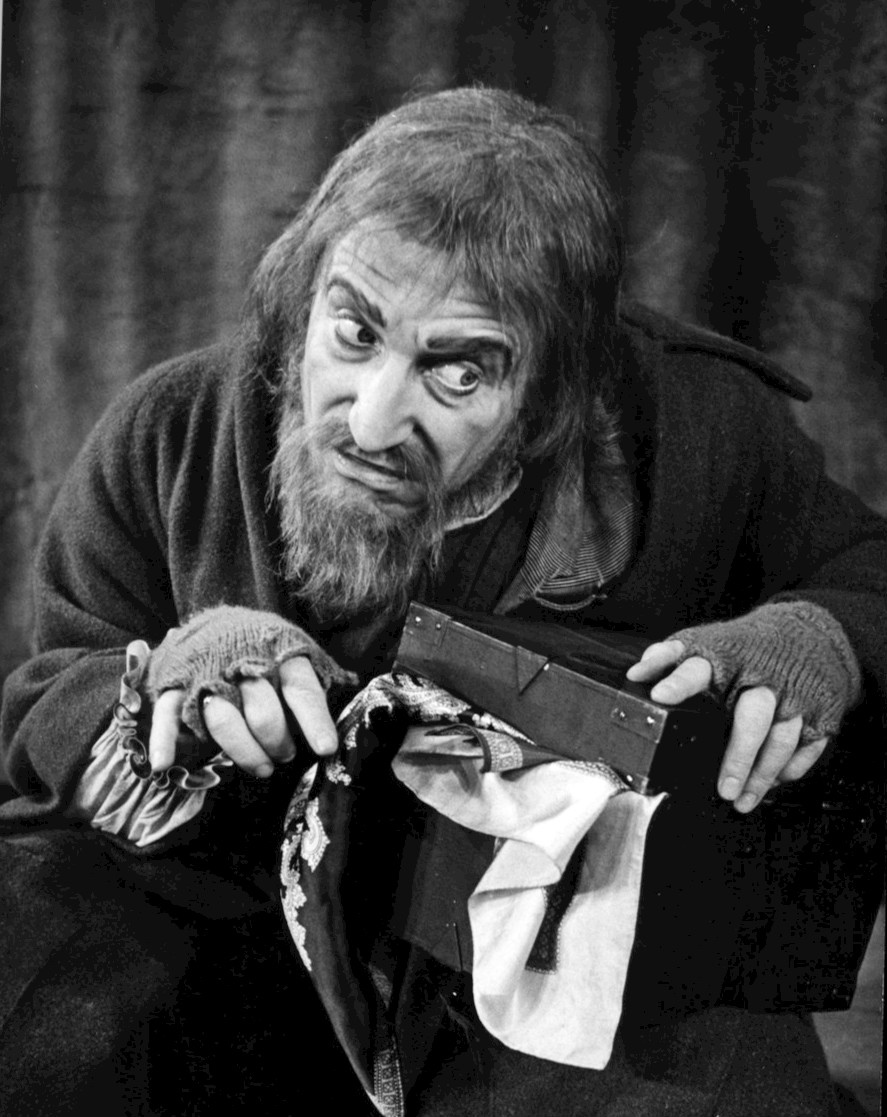
Clive Revill dans le rôle de Fagin en 1963.

Après une semaine en cavale, il se retrouve dans la ville de Londres et rencontre un garçon de son âge connu sous le nom de Artful Dodger. Dodger semble être un garçon gentil, et invite Oliver à se joindre à lui et à ses amis (Consider Yourself). Dodger est un pickpocket et il invite Oliver à venir vivre dans le repaire de Fagin. Fagin est un vieil escroc, trop vieux pour voler, qui apprend maintenant aux jeunes garçons à faire les poches. Oliver n'est absolument pas au courant de toute criminalité et pense que les garçons fabriquent des mouchoirs plutôt que de les voler. Oliver est présenté à Fagin et aux garçons qui lui apprennent leurs façons de faire (You've Got to Pick a Pocket or Two).
Le jour suivant, Oliver rencontre Nancy, une membre du gang de Fagin, et la femme du terrifiant associé de Fagin, Bill Sikes, un cambrioleur brutal dont elle subit les abus parce qu'elle l'aime. Nancy, avec sa jeune sœur Bet et les garçons, chantent à quel point ils ne craignent pas le danger (It's a Fine Life). Oliver fait une révérence devant Nancy et Bet, essayant d'être poli. Tous les garçons rient et imitent Oliver. Nancy choisit Dodger pour montrer la façon dont les gens riches se comportent (I'd Do Anything). Nancy et Bet partent et Oliver est envoyé avec les autres garçons pour son premier travail de vol à la tire (Be Back Soon). Dodger, un autre garçon nommé Charley Bates, et Oliver décident de rester ensemble, et quand Dodger et Charley volent M. Brownlow, un vieil homme riche, ils s'enfuient, laissant Oliver horrifié pour être arrêté pour le crime (The Robbery).

### Acte II
Dans le pub "Three Cripples", pour l'aider à ne plus penser à la négligence de Sikes envers elle, Nancy entame une vieille chanson de taverne avec les voyous (Oom-Pah-Pah). Bill Sikes fait sa première apparition et disperse la foule (My Name). Dodger entre et raconte à Fagin la capture et le renvoi d'Oliver à la maison Brownlow. Craignant qu'il ne dénonce le gang, Fagin et Bill décident d'enlever Oliver et de le ramener à la tanière, avec l'aide de Nancy. Nancy, qui est venue s'occuper d'Oliver, refuse d'abord de l'aider, mais Bill la maltraite physiquement et la force à l'obéissance. Malgré cela, Nancy aime toujours Bill et pense qu'il l'aime aussi (As Long as He Needs Me).
Le lendemain matin, chez M. Brownlow à Bloomsbury, Mme Bedwin la gouvernante chante à Oliver (Where Is Love? [Reprise]), et Oliver se réveille. M. Brownlow et le Dr Grimwig décident qu'Oliver est assez bien grand pour sortir, alors Brownlow envoie Oliver pour rendre quelques livres à la bibliothèque. Oliver voit un groupe de vendeurs de rue et les rejoint dans une chanson (Who Will Buy?). Alors que les vendeurs partent, Nancy et Bill apparaissent et attrapent Oliver. Ils le ramènent à la tanière de Fagin, où Nancy sauve Oliver d'un passage à tabac de Sikes après que le garçon ait tenté de fuir. Nancy passe en revue avec remords leur vie horrible, mais Bill soutient que vivre vaut mieux que rien. Fagin essaie de jouer le rôle d'intermédiaire (It's A Fine Life [Reprise]). Laissé seul, Fagin se demande à quoi pourrait ressembler sa vie s'il quittait Londres et commençait une vie honnête (Reviewing the Situation); cependant, après avoir réfléchi à diverses excuses, il choisit de rester un voleur.
De retour à l'atelier, M. Bumble et la veuve Corney, maintenant malheureusement mariés, rencontrent la pauvre mourante Old Sally et une autre vieille dame, qui leur disent que la mère d'Oliver, Agnès, a laissé un médaillon en or lorsqu'elle est morte en couches. La vieille Sally a volé le médaillon qu'elle donne à la veuve Corney. M. Bumble et la veuve Corney, se rendant compte qu'Oliver peut avoir des parents riches, rendent visite à M. Brownlow, qui a annoncé dans les journaux des nouvelles de lui, dans l'espoir de profiter de toute récompense donnée pour l'information (Oliver! [Reprise]). M. Brownlow se rend compte qu'ils ne sont pas intéressés par le bien-être d'Oliver, mais seulement par l'argent, et les jette dehors, mais reconnaît l'image à l'intérieur du médaillon. Il s'agit d'une photo de sa nièce et se rend compte qu'Oliver est en fait son petit-neveu.
Nancy rend visite à M. Brownlow, explique comment elle et Bill ont enlevé Oliver et promet avec remords de lui livrer Oliver en toute sécurité cette nuit-là sur le pont de Londres. Elle réfléchit à nouveau à Bill (As Long as He Needs Me [Reprise]). Suspectant que Nancy prépare quelque chose, Bill la suit alors qu'elle sort Oliver de l'antre de Fagin. Au pont de Londres, il les affronte, assomme Oliver et étrangle Nancy à mort. Il attrape ensuite Oliver et s'enfuit. M. Brownlow arrive et découvre le corps de Nancy. Une grande foule se forme. Bullseye, le chien de Bill, se retourne contre son maître et retourne sur les lieux du crime et la foule se prépare à le suivre jusqu'à la cachette. Fagin et ses garçons quittent leur cachette paniqués. Bill apparaît au sommet du pont, tenant Oliver en otage et menaçant de le tuer. Deux policiers se faufilent. L'un d'eux tire sur Bill et l'autre attrape Oliver. Après qu'Oliver soit réuni avec M. Brownlow, la foule se disperse dans les coulisses afin de retrouver Fagin. Il apparaît et décide que le moment n'a jamais été aussi beau pour lui de redresser sa vie (Reviewing the Situation [Reprise]).

## Numéros musicaux
| Acte I - Prologue / Overture – Orchestre - Food, Glorious Food – Les orphelins - Oliver! – Mr Bumble, Widow Corney, Boys et Governors - I Shall Scream – Mr Bumble et Widow Corney - Boy for Sale – Mr Bumble - That's Your Funeral – Mr Sowerberry, Mrs Sowerberry et Mr. Bumble - Coffin Music #– Orchestre - Where Is Love? – Oliver - The Fight #- Orchestre - Oliver's Escape #– Orchestre - Consider Yourself – The Artful Dodger, Oliver et le chœur - You've Got to Pick a Pocket or Two – Fagin et son gang - It's a Fine Life" – Nancy, Bet et le gang de Fagin - I'd Do Anything – The Artful Dodger, Nancy, Oliver, Bet, Fagin et son gang - Be Back Soon – Fagin, The Artful Dodger, Oliver et le gang de Fagin - The Robbery# – Orchestre | Acte II - Oom-Pah-Pah – Nancy et le chœur - My Name – Bill Sikes - As Long as He Needs Me – Nancy - Where Is Love? (Reprise) #– Mrs Bedwin - Who Will Buy? – Oliver, vendeurs et le chœur - It's a Fine Life (Reprise) #– Bill Sikes, Nancy, Fagin et The Artful Dodger - Reviewing the Situation – Fagin - Oliver! (Reprise) – Mr Bumble et Widow Corney - As Long as He Needs Me (Reprise) – Nancy - London Bridge #– Orchestre - Reviewing the Situation (Reprise) – Fagin - Finale (Food, Glorious Food, Consider Yourself et I'd Do Anything) – La troupe |

Remarque : toutes les chansons avec un # à côté d'elles ne figurent pas sur l'enregistrement original de Londres. De plus, l'enregistrement de Broadway supprime That's Your Funeral et la reprise dans l'acte II de Oliver!. Les enregistrements des reprises à Londres de 1994 et 2009 incluent Coffin Music, The Robbery, les reprises de Where is Love et It's a Fine Life et la scène de London Bridge.

## Distributions
Le tableau suivant donne les principales informations de casting pour les productions majeures (originales et reprises) d'Oliver!.
| Productions                              | Fagin                       | Nancy                      | Bill Sikes      | Oliver Twist                                                    | Le Renard                                                                |
| ---------------------------------------- | --------------------------- | -------------------------- | --------------- | --------------------------------------------------------------- | ------------------------------------------------------------------------ |
| Production originale de Londres (1960)   | Ron Moody                   | Georgia Brown              | Danny Sewell    | Keith Hamshere                                                  | Martin Horsey                                                            |
| Production originale australienne (1961) | Johnny Lockwood             | Sheila Bradley             | John Maxim      | Malcolm Shield                                                  | Andrew Guild                                                             |
| Production originale de Broadway (1963)  | Clive Revill                | Georgia Brown              | Danny Sewell    | Bruce Prochnik                                                  | David Jones                                                              |
| Adaptation cinématographique (1968)      | Ron Moody                   | Shani Wallis               | Oliver Reed     | Mark Lester                                                     | Jack Wild                                                                |
| Reprise à Londres (1983)                 | Ron Moody                   | Jackie Marks               | Linal Haft      | Anthony Pearson                                                 | David Garlick                                                            |
| Reprise à Broadway (1984)                | Ron Moody                   | Patti LuPone               | Graeme Campbell | Braden Danner                                                   | David Garlick                                                            |
| Reprise à Londres (1994)                 | Jonathan Pryce              | Sally Dexter               | Miles Anderson  | James Daley et Gregory Bradley                                  | Adam Searles et Paul Bailey                                              |
| Reprise à Londres (2009)                 | Rowan Atkinson              | Jodie Prenger              | Burn Gorman     | Tom Rogers Gwion Wyn Jones Laurence Jeffcoate Harry Stott       | Ethan Williams Jack Glister Ross McCormack Eric Dibb Fuller Robert Madge |
| Tournée britannique (2011)               | Brian Conley Neil Morrissey | Cat Simmons Samantha Barks | Iain Fletcher   | Harry Polden Sebastian Croft Joseph Bennett and Gwion Wyn Jones | Joseph Potter Will Edden Max Griesbach Archie Murphy Daniel Huttlestone  |

## Adaptations cinématographiques
En 1968, le spectacle est adapté pour le cinéma, avec un scénario de Vernon Harris et une mise en scène par Carol Reed. Il mettait en vedette le Fagin original Ron Moody avec Jack Wild, Shani Wallis, Oliver Reed, Mark Lester, Harry Secombe et Leonard Rossiter. Le film de 1968 a remporté six Oscars, dont celui du meilleur film.

## Récompenses et nominations

### Production originale de Broadway
| Année | Récompense | Catégorie                                          | Nomination                     | Résultat   |
| ----- | ---------- | -------------------------------------------------- | ------------------------------ | ---------- |
| 1963  | Tony Award | Best Musical                                       | Best Musical                   | Nomination |
| 1963  | Tony Award | Best Performance by a Leading Actor in a Musical   | Clive Revill                   | Nomination |
| 1963  | Tony Award | Best Performance by a Leading Actress in a Musical | Georgia Brown                  | Nomination |
| 1963  | Tony Award | Best Performance by a Featured Actor in a Musical  | David Jones                    | Nomination |
| 1963  | Tony Award | Best Original Score                                | Lionel Bart                    | Lauréat    |
| 1963  | Tony Award | Best Producer of a Musical                         | David Merrick et Donald Albery | Nomination |
| 1963  | Tony Award | Best Direction of a Musical                        | Peter Coe                      | Nomination |
| 1963  | Tony Award | Best Conductor and Musical Director                | Don Pippin                     | Lauréat    |
| 1963  | Tony Award | Best Scenic Design                                 | Sean Kenny                     | Lauréat    |

### Reprise à Broadway de 1984
| Année | Récompense | Catégorie                                        | Nomination | Résultat   |
| ----- | ---------- | ------------------------------------------------ | ---------- | ---------- |
| 1984  | Tony Award | Best Performance by a Leading Actor in a Musical | Ron Moody  | Nomination |

### Reprise à Londres de 1994
| Année | Récompense             | Catégorie                 | Nomination           | Résultat   |
| ----- | ---------------------- | ------------------------- | -------------------- | ---------- |
| 1995  | Laurence Olivier Award | Best Musical Revival      | Best Musical Revival | Nomination |
| 1995  | Laurence Olivier Award | Best Director             | Sam Mendes           | Nomination |
| 1995  | Laurence Olivier Award | Best Actor in a Musical   | Jonathan Pryce       | Nomination |
| 1995  | Laurence Olivier Award | Best Actress in a Musical | Sally Dexter         | Nomination |
| 1997  | Laurence Olivier Award | Best Actor in a Musical   | Robert Lindsay       | Lauréat    |

### Reprise à Londres de 2009
| Année | Récompense             | Catégorie                            | Nomination           | Résultat   |
| ----- | ---------------------- | ------------------------------------ | -------------------- | ---------- |
| 2010  | Laurence Olivier Award | Best Musical Revival                 | Best Musical Revival | Nomination |
| 2010  | Laurence Olivier Award | Best Actor in a Musical              | Rowan Atkinson       | Nomination |
| 2010  | Laurence Olivier Award | Best Theatre Choreographer           | Matthew Bourne       | Nomination |
| 2010  | WhatsOnStage Awards    | Best Musical Revival                 | Best Musical Revival | Lauréat    |
| 2010  | WhatsOnStage Awards    | Best Actor in a Musical              | Rowan Atkinson       | Lauréat    |
| 2010  | WhatsOnStage Awards    | Best Supporting Actor in a Musical   | Burn Gorman          | Nomination |
| 2010  | WhatsOnStage Awards    | Best Supporting Actress in a Musical | Jodie Prenger        | Lauréat    |
| 2010  | WhatsOnStage Awards    | Best Takeover in a Role              | Omid Djalili         | Nomination |